# كلية إدورد فايا فيرجينيا للطب التقويمي
كلية إدورد فايا فيرجينيا للطب التقويمي (بالإنجليزية: Edward Via Virginia College of Osteopathic Medicine)‏ هي إحدى الكليات لتدريس الطب في الولايات المتحدة الأمريكية. تقع في مدينة بلاكسبرغ في ولاية فيرجينيا الأمريكية. نوع الشهادة الطبية التي يتم تحصيلها هناك هي دو.